# Elisabeth von Hessen († 1354)
Elisabeth Landgräfin von Hessen († nach dem 11. Juli 1354 in Wittenberg) war durch Heirat Herzogin von Sachsen-Wittenberg.

## Leben

### Herkunft und Familie
Elisabeth von Hessen wurde als Tochter des Landgrafen Otto von Hessen und dessen Gemahlin Adelheid von Ravensberg geboren und wuchs zusammen mit ihren Geschwistern Heinrich II. (1302–1376, Landgraf), Otto (1301–1361, Erzbischof von Magdeburg), Ludwig (1305–1345) und Hermann († 1368/1370)
auf.
Mit päpstlicher Dispens heiratete sie 1336 Rudolf II. von Sachsen-Wittenberg. Aus der Ehe sind die Kinder Beate († nach  1373) und Elisabeth († 1353) hervorgegangen.